# Manoir de Väätsa
Le manoir de Väätsa (estonien : Väätsa mõis), est un ancien manoir seigneurial situé dans le village de Väätsa de la commune de Türi dans la région de Järvamaa en Estonie.

## Histoire
Le manoir Väätsa a été fondé en 1620-1630. Magnus von Nieroth, dont les terres environnantes avaient été fiefées par Gustave II Adolphe le 20 juin 1621. En 1686, Anna Elisabeth von Nieroth céda le manoir à Klaus Johann von Baranoff, qui l'acheta plus tard. Le manoir resta aux mains des Baranoff pendant environ deux siècles.
En 1870, Karl Johann von Seidlitz achète le manoir. Le dernier propriétaire avant le transfert était Johann Anton von Seidlitz.

## Architecture
Le centre du manoir a été construit de manière plus représentative au XVIIIe siècle ou à la fin du XVIIe siècle. Un parc à la française symétrique de style baroque avec des terrasses à différentes hauteurs a été aménagé. Le bâtiment principal du manoir était probablement situé à une extrémité du parc, tandis qu'un étang circulaire avec une île se trouvait à l'autre extrémité.
Entre 1796 et 1800, un nouveau manoir du début du classicisme fut construit. Le bâtiment a été construit sur un socle élevé et se caractérise par des angles extérieurs arrondis, des corniches dentées et une risalite centrale avec un fronton triangulaire des deux côtés du bâtiment.
Une école fonctionne dans le manoir depuis 1925 et les locaux sont toujours utilisés par l'école primaire Väätsa. Dans les années 1970, une extension a été construite sur l'ancien corps de logis du manoir pour accueillir l'école. En 2010-2011, d'importants travaux de restauration ont eu lieu dans le bâtiment et dans le parc.
La maison d'hôtes Vana Tall opère dans le bâtiment de l'écurie.

## Galerie

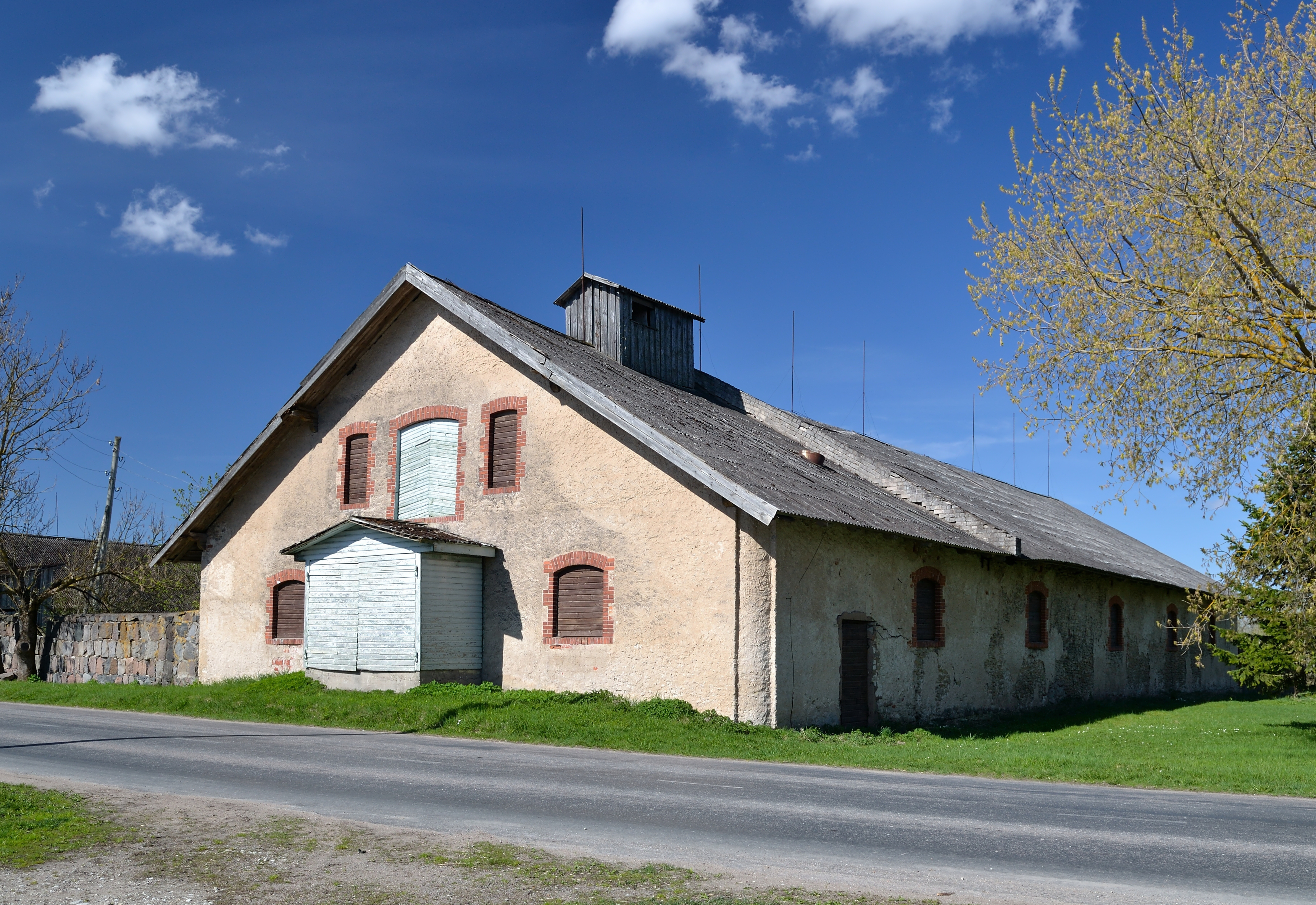
Étable.
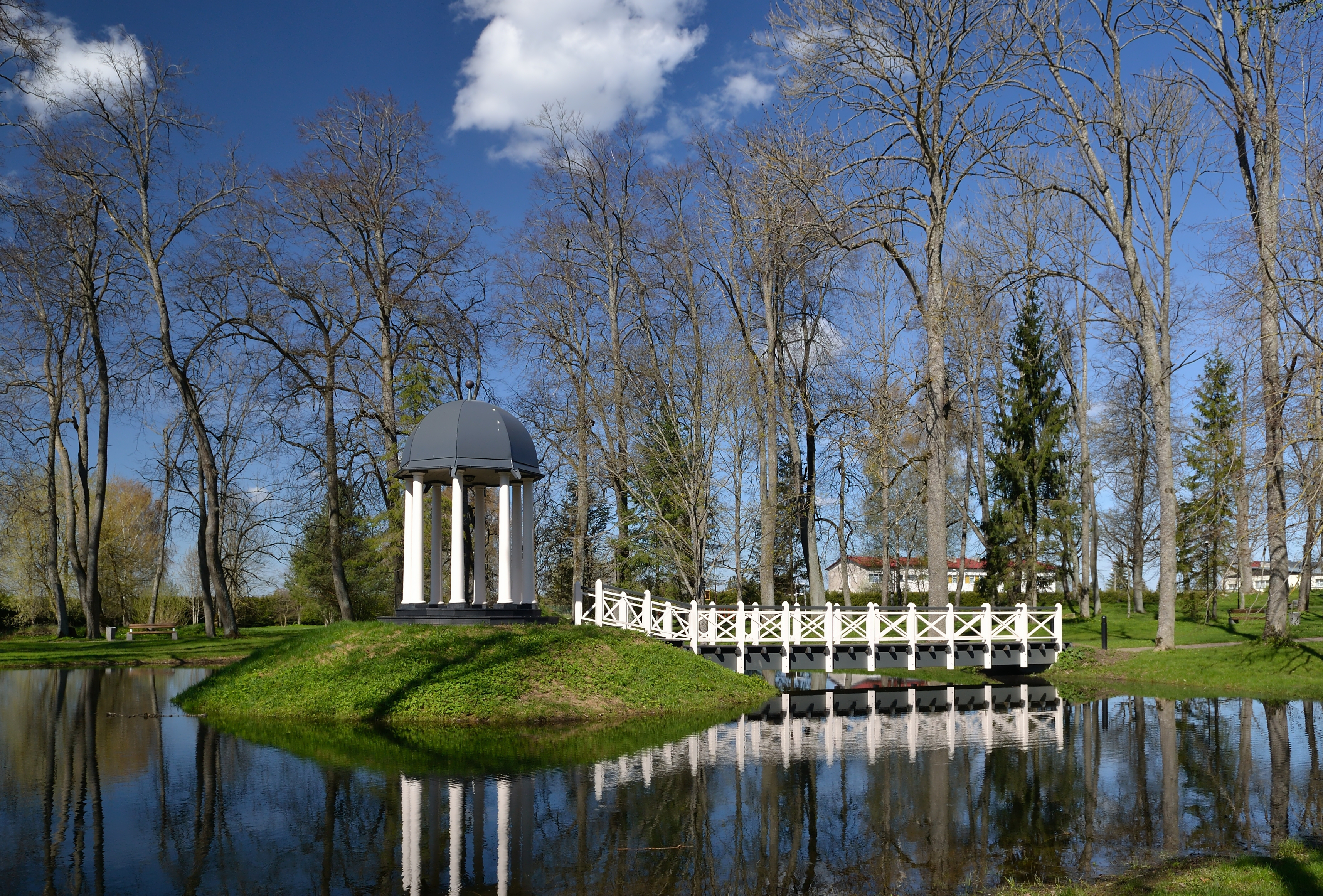
Parc.